# Alouette River
Alouette River är ett vattendrag i Kanada.   Det ligger i provinsen British Columbia, i den södra delen av landet, 3 500 km väster om huvudstaden Ottawa.
I omgivningarna runt Alouette River växer i huvudsak barrskog. Runt Alouette River är det ganska tätbefolkat, med 222 invånare per kvadratkilometer.